# Вуков споменик (станция)
Вуков споменик — железнодорожная станция в Звездаре, Белград, Сербия. Станция расположена в городском районе Вуков споменик, муниципалитет Звездара. Следующие станции по маршруту железной дороги — Караджорджев парк с одной стороны, и Панчевский мост с другой. Станция Вуков споменик имеет 2 железнодорожных пути. Период строительства станции 1990—1995 годы.

## Галерея

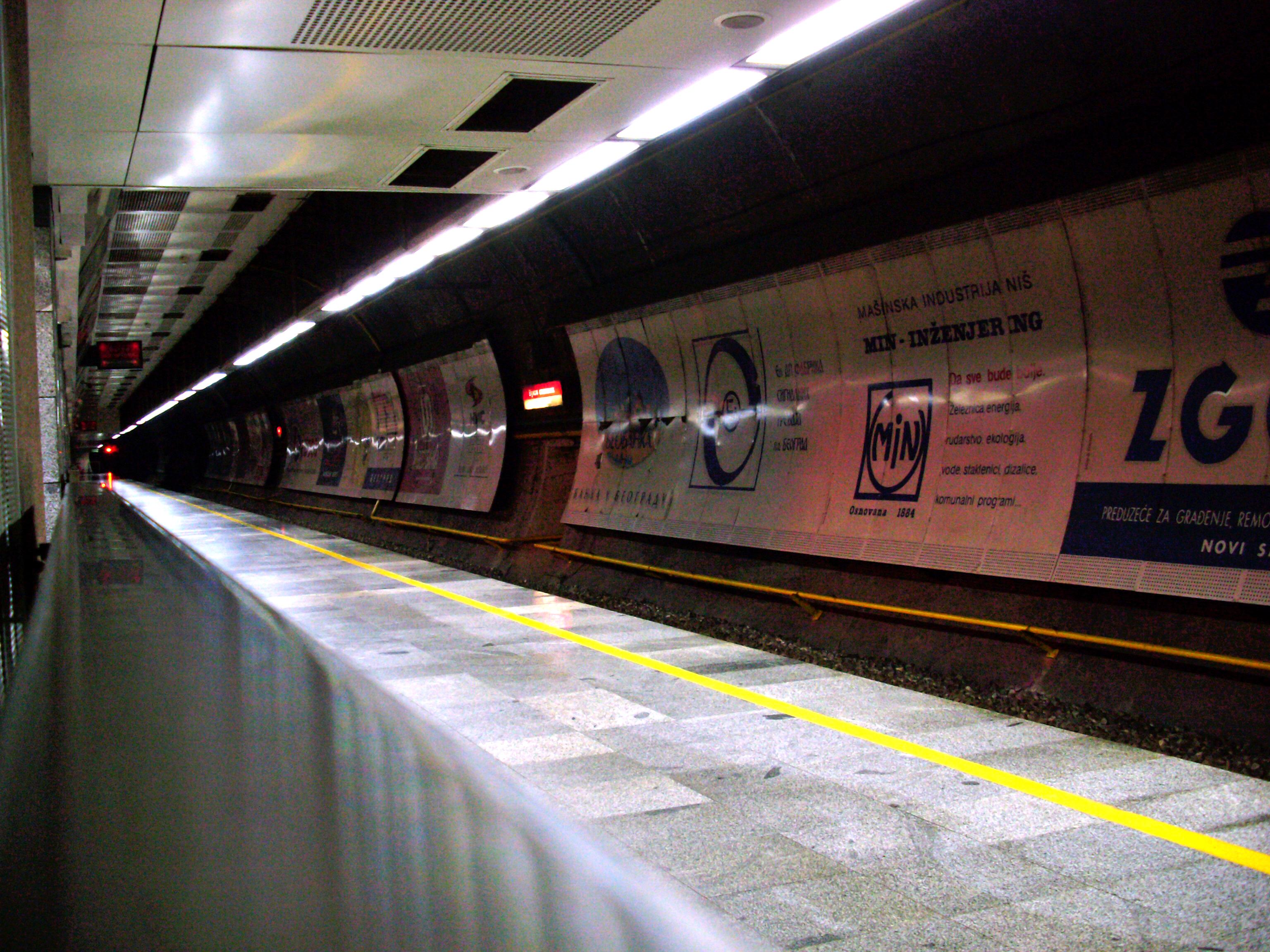
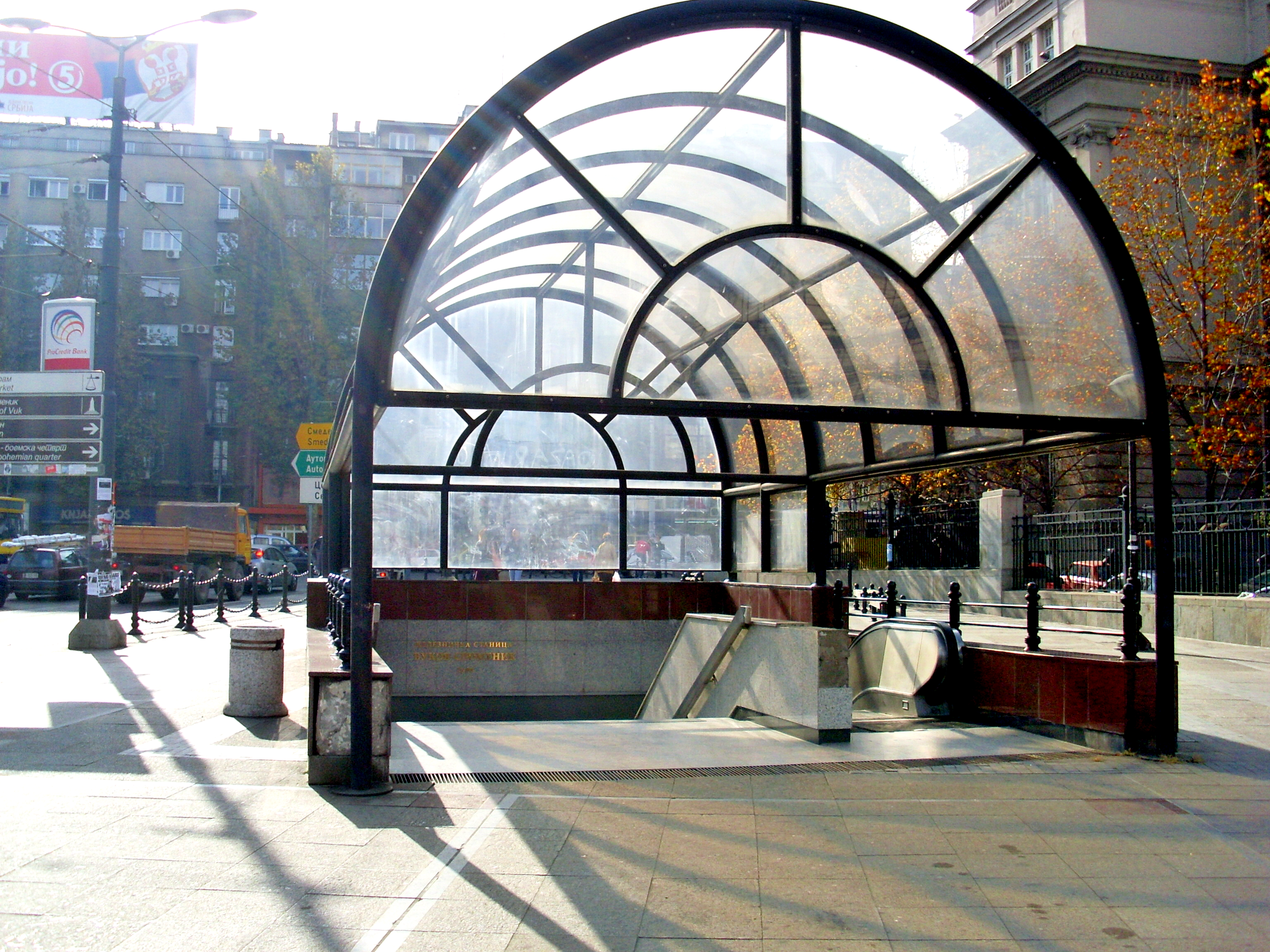
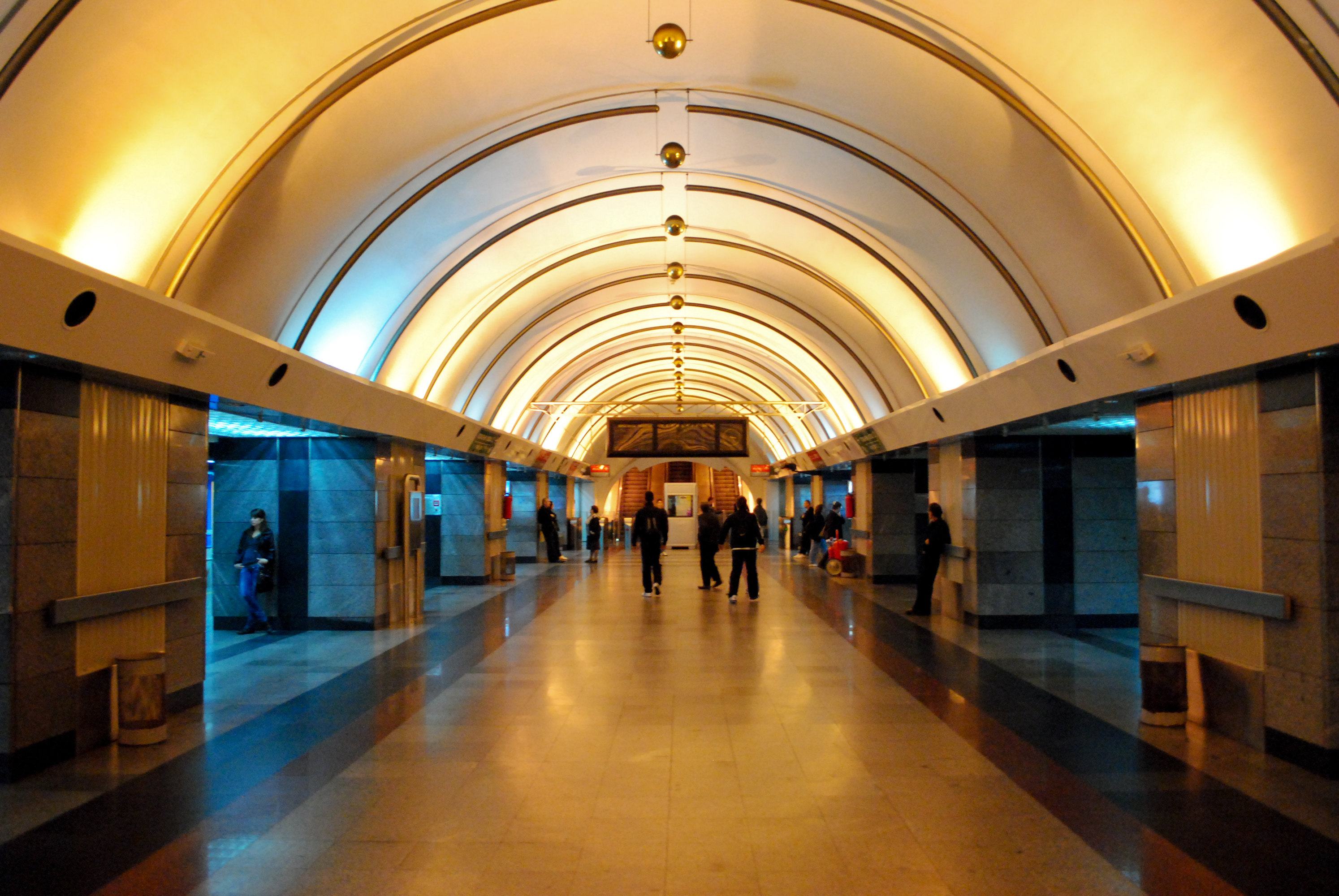
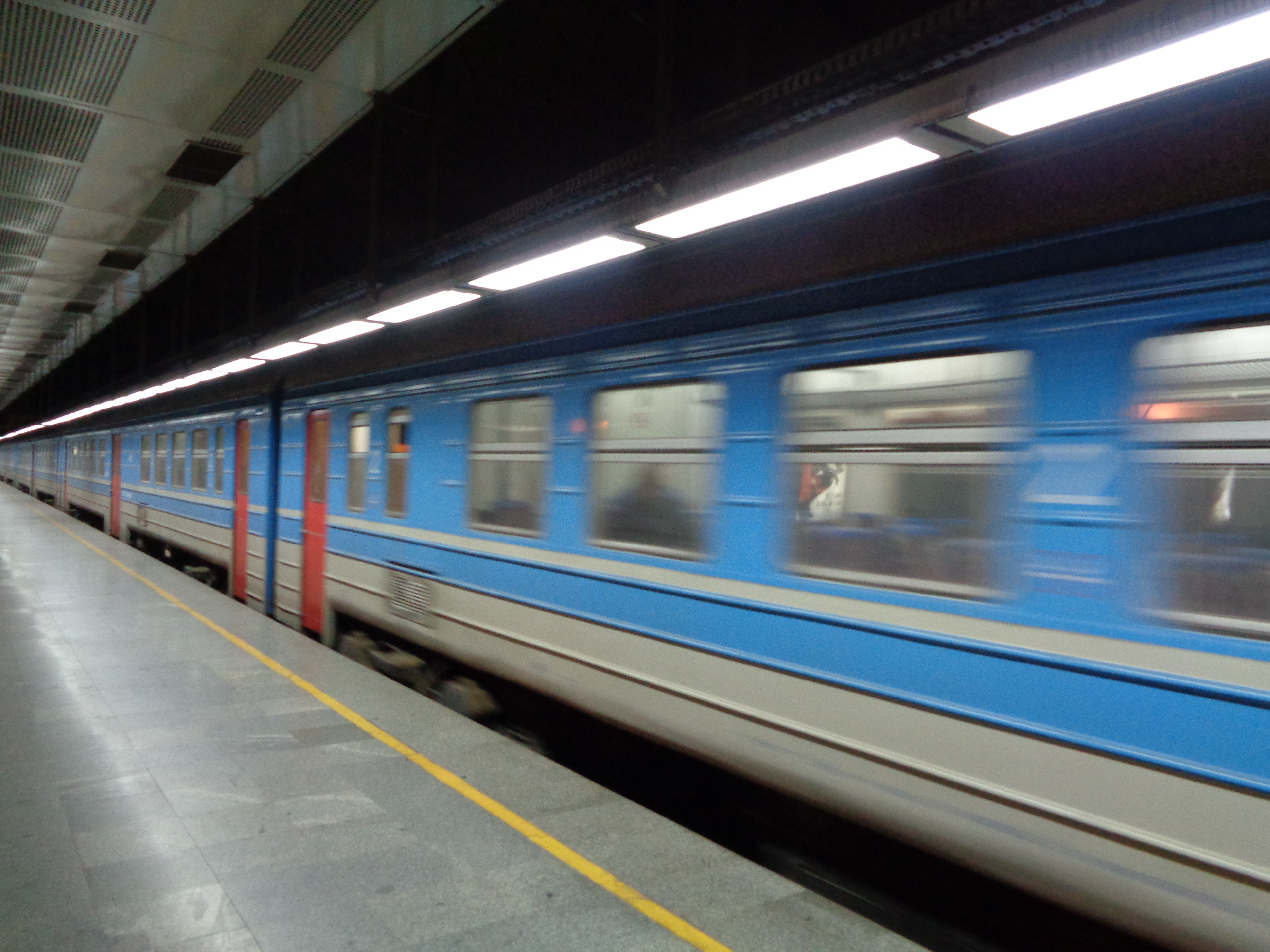